# Acalypha fimbriata
Acalypha fimbriata är en törelväxtart som beskrevs av Heinrich Christian Friedrich Schumacher och Peter Thonning. Acalypha fimbriata ingår i släktet akalyfor, och familjen törelväxter. Inga underarter finns listade i Catalogue of Life.